# Zé Neto (cantor)
José Toscano Martins Neto (São José do Rio Preto, 9 de fevereiro de 1990), mais conhecido como Zé Neto, é um cantor e compositor brasileiro. Conhecido por ser integrante da dupla sertaneja Zé Neto & Cristiano.

## Biografia
Filho de Eurides Toscano Martins e Vera Maria Toscano, Zé Neto também tem uma irmã chamada Alyne Toscano Martins. Desde a infância gostava de música sertaneja e tinha, como influências, João Paulo & Daniel, Zezé Di Camargo & Luciano e Leandro & Leonardo. Zé Neto enxergava em cada canção um estilo de vida a ser seguido. Trabalhava na roça da família junto com o pai, quando era conhecido como "Zezinho do Alemão", buscando restos de comida em restaurantes, que serviam como lavagem para os porcos, andando numa caminhonete batizada de "Catarina", em homenagem a personagem de Adriana Esteves da novela O Cravo e a Rosa, de onde tiravam o sustento da família, que não tinha muita escolaridade. O cantor chegou a formar outras duplas fornecendo segunda voz, assim foi com Neto & Thiago até decidir se tornar primeira voz e se aproximar de Cristiano, que já conhecia desde os 3 anos de idade.

## Carreira
Em 2011, formou a dupla Zé Neto & Cristiano com seu amigo Cristiano. No início, maior parte do repertório da dupla era autoral, com Cristiano e Zé Neto tendo papel significativo nas composições. O álbum Entre Amigos, lançado em 2012, reuniu composições dos músicos com participações de Matheus & Kauan, Zé Ricardo & Thiago e Israel Novaes. O início da popularidade da dupla se deu em 2016, com o projeto Ao Vivo em São José do Rio Preto e com o sucesso de "Seu Polícia", que foi uma das músicas mais tocadas de 2016. A dupla atingiu seu auge comercial com o EP Acústico e a música "Largado às Traças", que se tornou uma das canções brasileiras mais populares de 2018.

## Imagem pública
Depois do sucesso, Zé Neto foi descrito como uma figura extrovertida, oposto a Cristiano, que é mais contido. O cantor Zeca Pagodinho, em entrevista dada a Exame em 2021, chegou a dizer que "Zé Neto é mais da pesada". Apesar de ter sido visto como uma figura brincalhona, ao longo dos anos, o cantor se envolveu em polêmicas com outros artistas ou por conta de declarações públicas. Em 2021, o cantor fez gestos afeminados em uma live e foi acusado por internautas de homofobia. Na ocasião, a dupla Luiza & Maurílio também se apresentava, o que gerou um mal estar especialmente com Luiza, que é lésbica. Zé Neto pediu desculpas públicas.
Em maio de 2022, Zé Neto fez críticas públicas à cantora Anitta durante show em Sorriso. Na ocasião, ele afirmou que "não somos artistas que não dependemos de Lei Rouanet. Nosso cachê quem paga é o povo. A gente não precisa fazer tatuagem no 'toba' para mostrar se a gente está bem ou mal". O comentário provocou reações nas redes sociais e críticas de celebridades. O fato de vários shows de Zé Neto & Cristiano ocorrerem em cidades pequenas com contratos de prefeitura gerou uma repercussão negativa nas redes, com comentários envolvendo valores de cachê considerados altos. Com isso, outros cantores sertanejos, como Gusttavo Lima, acabaram por também serem indiretamente atingidos pela polêmica.

## Vida pessoal
Zé Neto é casado com Natália Regina Fonseca Toscano. Eles se conheceram em 2009, num hospital em Ribeirão Preto, e oficializaram o relacionamento com casamento civil em 2016. O casal possui dois filhos: José Toscano Martins Filho, nascido em 2017, e Angelina Fonseca Toscano, nascida em 2020.

## Saúde
Em 2021, Zé Neto fez um tratamento para tratar uma doença pulmonar que prejudicava sua voz. Na época, o cantor justificou os problemas pulmonares em decorrência da Covid-19 e o uso de cigarro eletrônico. No mesmo ano, o cantor também passou por tratamento contra depressão intensificada pela morte de Marília Mendonça e por um quase acidente fatal que envolveu a dupla uma semana antes.
Em 5 de dezembro de 2023, Zé Neto sofre um acidente automobilístico na cidade de Fronteira, em Minas Gerais. O veículo em que ele estava colidiu com uma carreta e outros dois carros e com o ocorrido, fraturou três costelas. O artista foi levado para o hospital e foi internado na unidade de terapia intensiva em São José do Rio Preto. Segundo a imprensa, o cantor tentou se desviar de um animal na BR-153. Outras quatro pessoas ficaram feridas.
Já em 2024, Cristiano anunciou que a dupla cancelou sua turnê por cerca de 90 dias por conta de crises depressivas e de síndrome do pânico de Zé Neto. Na ocasião, seu colega de dupla afirmou que Neto passou a conviver com um histórico depressivo a partir de meados de 2020. Dias depois, na casa de Cristiano em Fronteira, o cantor bateu a cabeça num ferro enquanto andava de quadriciclo com Cristiano. Zé Neto foi internado e seu ferimento precisou de pontos.